# Skylar Park
Skylar Mi-Young Zanetel Park (ur. 6 czerwca 1999 w Winnipeg) – kanadyjska zawodniczka taekwondo, medalistka olimpijska z Paryża (2024), olimpijka z Tokio (2020).

## Życiorys
Urodziła się 6 czerwca 1999 roku w Winnipegu. Jej ojciec był Koreańczykiem, także trenował taekwondo.
W 2019 i 2023 roku zdobywała medale Igrzysk Panamerykańskich, w 2019 roku zdobywała też brązowy medal mistrzostw świata.
W 2021 roku reprezentując Kanadę wystartowała na Letnich Igrzyskach Olimpijskich 2020 w Tokio, gdzie w rywalizacji zawodniczek do 57 kilogramów pokonała w pierwszej rundzie Stacey Hymer z Australii i odpadła w ćwierćfinale z Lo Chia-ling z Chińskiego Tajpej.
W 2024 roku w barwach Kanady ponownie wzięła udział w Letnich Igrzyskach Olimpijskich w Paryżu, gdzie w rywalizacji zawodniczek taekwondo do 57 kilogramów zdobyła brązowy medal, pokonując w pierwszej rundzie Dominikę Hronovą z Czech, w ćwierćfinale przegrywając z Kim Yu-jin z Korei Południowej, a w repasażach pokonując Hatice Kübrę İlgün z Turcji i Laetitię Aoun z Libanu.